# Strana glukhikh
Strana glukhikh (russisk: Страна глухих) er en russisk spillefilm fra 1997 af Valerij Todorovskij.

## Medvirkende
- Tjulpan Khamatova som Rita
- Dina Korzun som Jaja
- Maksim Sukhanov
- Nikita Tjunin som Aljosja
- Aleksandr Jatsko